# 圣安娜多赖
圣安娜多赖（法語：Sainte-Anne-d'Auray，法語發音：[sɛ̃.t‿an doʁɛ]，意为“欧赖的圣安娜”）是法国莫尔比昂省的一个市镇，属于洛里昂区。

## 地理
圣安娜多赖（47°42'13"N, 2°57'14"W）面积4.97 平方千米，位于法国布列塔尼大區莫尔比昂省，该省份为法国西北部沿海省份，位于布列塔尼半岛南部，北起阿摩尔滨海省、西接菲尼斯泰尔省，南濒大西洋，东南接大西洋卢瓦尔省，东临伊勒-维莱讷省。
与圣安娜多赖接壤的市镇（或旧市镇、城区）包括：普吕梅尔加、普吕讷雷特。

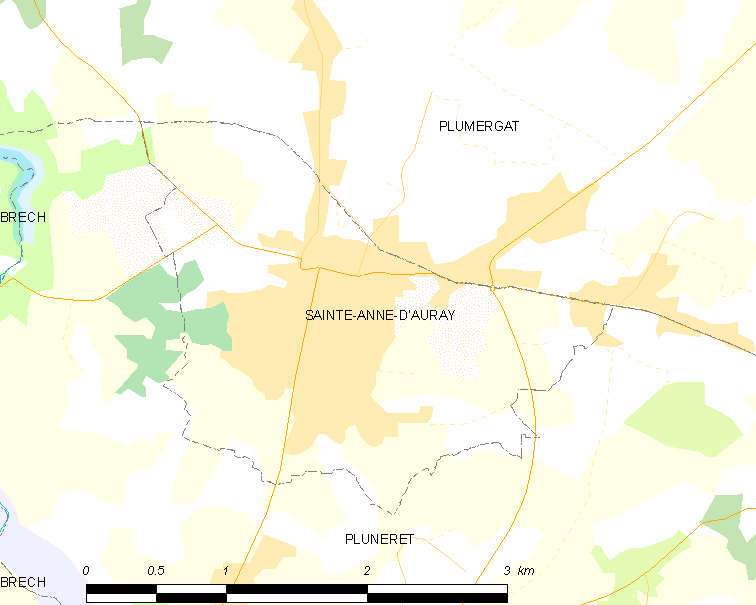
圣安娜多赖的OSM定位图

圣安娜多赖的时区为UTC+01:00、UTC+02:00（夏令时）。

## 行政
圣安娜多赖的邮政编码为56400，INSEE市镇编码为56263。

## 政治
圣安娜多赖所属的省级选区为欧赖县。

## 人口

1962-2008年间圣安娜多赖人口变化图示

圣安娜多赖于2022年1月1日时的人口数量为2837人。